# Milena Dravić
Milena Dravić (en alfabet ciríl·lic serbi: Милена Дравић; Belgrad, 5 d'octubre de 1940 - 14 d'octubre de 2018) va ser una actriu de cinema, televisió i teatre sèrbia.

## Biografia
Nascuda a Belgrad, Dravić va començar en les arts escèniques als quatre anys: primer fent dansa i després ballet clàssic.

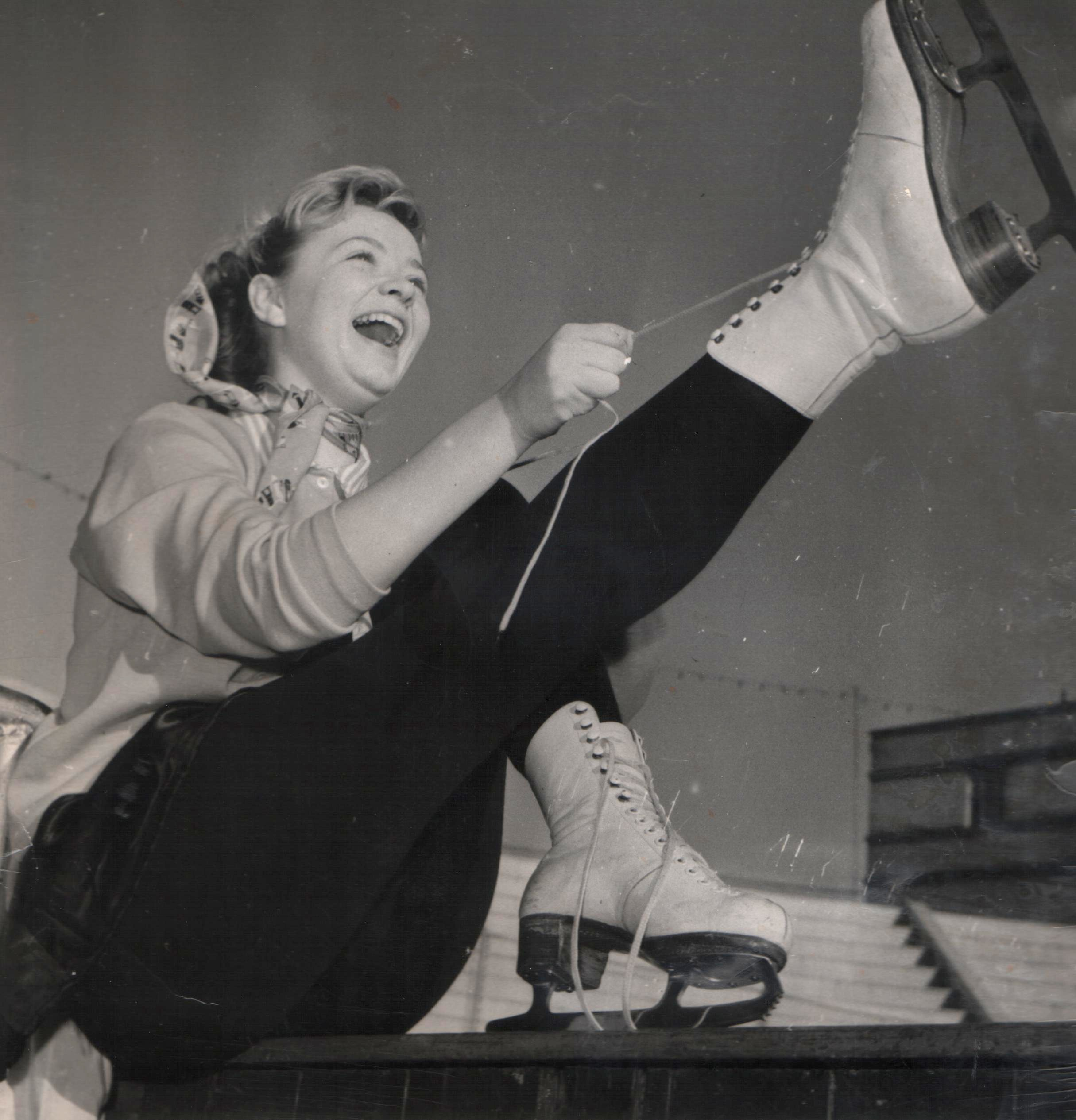
Dravić el 1959

El 1959, quan era estudiant de secundària, va ser descoberta pel director František Čáp. Aquest en va veure una foto de portada d'una revista juvenil amb un grup de ballarins i va decidir proposar-li de treballar a la pel·lícua Vrata ostaju otvorena. Després d'aparèixer en alguns films més, Dravić va decidir dedicar-se a la interpretació a temps complet, i així es va matricular a la Fakultet dramskih umetnosti.
El punt d'inflexió va ser el 1962 quan va guanyar el Golden Arena a la millor actriu pel seu paper en el film Prekobrojna de Branko Bauer, que en va fer la primera estrella femenina del cinema iugoslau. Al llarg de la seva carrera, va guanyar cinc Silver Arena (per papers d'actriu de repartiment) i dos Golden Arena per papers d'actriu principal.
La carrera de Milena Dravić va ser solida, prolífica i versàtil. Les seves interpretacions són memorables i versemblants, ja fos en el paper d'heroïna tràgica d'epopeies sobre la Segona Guerra Mundial, de personatge excèntric en pel·lícules experimentals com WR: Mysteries of the Organism, o en comèdies romàntiques. Va destacar especialment en aquesta darrera faceta durant les dècades del 1970 i 1980. Va guanyar el premi a la millor actriu de repartiment al 33è Festival Internacional de Cinema de Canes el 1980 per Poseban tretman.
Per les seves interpretacions i contribucions a la cinematografia nacional, va rebre el prestigiós premi Pavle Vujisić l'agost de 1994. El 15 de desembre de 2017, va ser guardonada amb el prestigiós Dobričin prsten', considerat el premi més prestigiós del teatre serbi.
Milena Dravić es va casar tres vegades. El seu tercer marit era l'actor serbi Dragan Nikolić, amb qui havia copresentat el popular programa de televisió dels anys 1970 Obraz uz obraz.

## Filmografia
- Vrata ostaju otvorena (1959) - Marija
- Dilizansa snova (1960) - Evica
- Zajednicki stan (1960) - Ljubica
- Bolje je umeti (1960) - Jola
- The First Fires (1961) - Hajra
- Leto je krivo za sve (1961) - Natalija
- Kozara (1962) - Milja
- Prekobrojna (1962) - Ranka
- Pesceni grad (1962) - Milena
- Radopolje (1963) - Mrvica
- Destination Death (1964) - Seja
- Sluzbeni polozaj (1964) - Zora
- Lito vilovito (1964) - Mare
- Narodni poslanik (1964) - Danica
- Man is Not a Bird (1965) - Rajka
- Devojka (1965) - Devojka
- Klakson (1965) - Jana
- Covik od svita (1965) - Visnja
- The Camp Followers (1965) - Aspasia Anastasiou
- Rondo (1966) - Neda
- Do pobedata i po nea (1966) - Momata
- Looking Into the Eyes of the Sun (1966)
- Sticenik (1966) - Herself
- Zgodba ki je ni (1967) - Uciteljica
- Nemirni (1967) - Zorica
- The Morning (1967) - Aleksandra
- Dim (1967) - Devojka
- Hasanaginica (1967) - Hasanaginica
- Sirota Marija (1968) - Marija
- Sedmina (1969) - Filomena
- Zaseda (1969) - Milica
- Horoskop (1969) - Milka
- Cross Country (1969) - Jovana
- La batalla del Neretva (1969) - Nada
- Biciklisti (1970) - Sara
- Touha zvaná Anada (1971) - Zuzka
- W.R.: Mysteries of the Organism (1971) - Milena
- The Role of My Family in the Revolution (1971) - Devojka
- Makedonski del od pekolot (1971) - Velika
- Ko pride lev (1972) - Mihaela
- The Battle of Sutjeska (1973) - Vera
- Pjegava djevojka (1973) - Katy
- Samrtno prolece (1973) - Veronika Djakovic
- Deps (1974) - Depsova djevojka Janja
- Acting Hamlet in the Village of Mrdusa Donja (1974) - Andja / Ofelija
- Strah (1974) - Karolina
- Pavle Pavlovic (1975) - Adela
- Povratak otpisanih (1976) - Lula Mitricevic
- Group Portrait with a Lady (1977) - Schwester Klementine
- Ljubavni zivot Budimira Trajkovica (1977) - Lepa Trajkovic
- Tamo i natrag (1978) - Rada Jovanovic
- Kvar (1978) - Sasina ljubavnica
- Trener (1978) - Petrova bivsa zena
- Povratak (1979) - Roza
- Special Treatment (1980) - Kaca
- Osam kila srece (1980)
- Rad na odredjeno vreme (1980) - Svetlana
- Snovi, zivot, smrt Filipa Filipovica (1980)
- Sesta brzina (1981) - Gvozdenka
- Laf u srcu (1981) - Savina zena
- Nedeljni rucak (1982) - Sofija Arandjelovic
- Moj tata na odredjeno vreme (1982) - Svetlana
- Covek sa cetiri noge (1983) - Nada Jovanovic
- Secerna vodica (1983) - Ana
- Una (1984) - Miselova zena
- Horvat’s Choice (1985) - Marijana Margitic
- Nije lako sa muskarcima (1985) - Gordana Diklic
- Anticasanova (1985) - Asja
- Na istarski nacin (1985)
- Osveta (1986) - Nada Pekar
- Razvod na odredjeno vreme (1986) - Svetlana Milanovic
- Lijepe zene prolaze kroz grad (1986) - Rahela
- Dogodilo se na danasnji dan (1987) - Nastavnica
- Cavka (1988) - Nastavnica
- La cara oculta del sol (1988) - Mare
- Spijun na stiklama (1988) - Livadinka Kukuric
- Najbolji (1989) - Ninkova majka
- Battle of Kosovo (1989) - Velislava
- Cudna noc (1990)
- Sekula se opet zeni (1991) - Sojka
- Policajac sa Petlovog brda (1992) - Vera
- Treca sreca (1995) - Prorocica Antilopa
- Three Summer Days (1997) - Kaja
- Cabaret Balkan (1998)
- Sky Hook (2000) - Danka
- Normalni ljudi (2001) - Tomina tetka
- Boomerang (2001) - Gospodja Jeftic
- Zona Zamfirova (2002) - Tasana
- Ledina (2003) - Zorica
- Sjaj u ocima (2003) - Propietària de l'agència
- Lost and Found (2005) - Vera
- Agi i Ema (2007) - Ema
- Crazy, Confused, Normal (2007–2015, sèrie TV) - Spomenka Vihorec
- Love and Other Crimes (2008) - Majka
- St. George Shoots the Dragon (2009) - Tetka Slavka
- The village is burning, and the grandmother is combing her hair (2009, sèrie TV) - Directora de banc